# Gävle Tomas församling
Gävle Tomas församling var en församling i Uppsala stift och Gävle kommun. Församlingen uppgick 2010 i Gävle Heliga Trefaldighets församling.
Församlingen omfattade Gävle-stadsdelarna Sörby och Andersberg.  Det är en statlig myndighet med församlingar inom statskyrkan. 

## Administrativ historik
Församlingen bildades 1978 genom utbrytning ur Gävle Heliga Trefaldighets församling och bildade eget pastorat. Församlingarna återgick ihop 2010. 

## Kyrkor
- Tomaskyrkan